# Acassuso

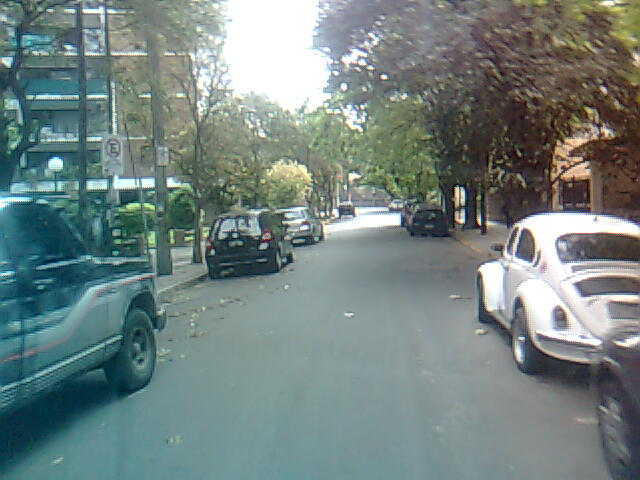
Rua Urquiza (Acassuso)

Acassuso é uma localidade situada na  Grande Buenos Aires, província de Buenos Aires, Argentina, no Partido de San Isidro,  12 km ao norte da Cidade de Buenos Aires.
Com  2,5 km², é a menor localidade das seis que compoem o Partido de San Isidro